# معركة ليسيتشانسك
معركة ليسيتشانسك هي معركة عسكرية مستمرة بين القوات المسلحة الروسية والأوكرانية في معركة دونباس الأوسع نطاقا من هجوم أوكرانيا الشرقية خلال الغزو الروسي لأوكرانيا عام 2022. ليسيتشانسك هي آخر مدينة رئيسية في لوهانسك أوبلاست لا تزال تحت السيطرة الأوكرانية.

## خلفية
يقسم نهر سيفيرسكي دونتس مدن سيفيرودونيتسك وليسيتشانس حيث تقع ليسيتشانسك في الضفة الغربية من النهر. خلال معركة سيفيرودونتسك، تم تدمير الجسور الثلاثة التي تربط المدينتين، مما منح المدافعين الأوكرانيين موقعًا دفاعيًا لصد الهجمات الروسية عبر النهر. وبحلول 10 مايو، أصبحت المدينتين آخر معقل أوكراني في كامل لوهانسك أوبلاست.
بحلول 23 يونيو، كانت روسيا قد اخترقت بالكامل في الجنوب، واستولت على توشكيفكا  وحققت مكاسب كبيرة جنوب ليسيتشانسك. استولت القوات الروسية على لوسكوتيفكا وميرنا دولينا وراي أولكساندريفكا وبيدليسن في 22 يونيو. في 23 يونيو، قطعت القوات الروسية وحاصرت مدينتي هيرسكي وزولوتي، التي ادعت أنها استولت عليها بالكامل بحلول اليوم التالي. بحلول 25 يونيو، استولت روسيا على سيفيرودونتسك. مع الاختراق الروسي في الجنوب والانتصار في سيفيرودونتسك، تحول انتباه الهجوم الروسي إلى ليسيتشانسك.

## المعركة
دخلت القوات الروسية مدينة ليسيتشانسك في 25 يونيو، ووصلت إلى منجم ومصنع للجيلاتين في ضواحي المدينة في نفس اليوم.

## الاصابات

### الضحايا المدنيون
بحلول 25 مايو، أدى القتال والقصف على ليسيتشانسك إلى مقتل 150 مدنياً. ووقعت حوادث قصف معزولة أخرى منذ ذلك الحين، على الرغم من أنه من شبه المؤكد أن عدد الضحايا المدنيين سيرتفع بسبب القتال داخل المدينة.